# Municipio de Union (condado de Kingman)
El municipio de Union (en inglés: Union Township) es un municipio ubicado en el condado de Kingman en el estado estadounidense de Kansas. En el año 2010 tenía una población de 76 habitantes y una densidad poblacional de 0,81 personas por km².

## Geografía
El municipio de Union se encuentra ubicado en las coordenadas 37°35′29″N 98°17′30″O / 37.59139, -98.29167. Según la Oficina del Censo de los Estados Unidos, el municipio tiene una superficie total de 93.67 km², de la cual 93,43 km² corresponden a tierra firme y (0,25 %) 0,23 km² es agua.

## Demografía
Según el censo de 2010, había 76 personas residiendo en el municipio de Union. La densidad de población era de 0,81 hab./km². De los 76 habitantes, el municipio de Union estaba compuesto por el 98,68 % blancos y el 1,32 % eran de una mezcla de razas. Del total de la población el 0 % eran hispanos o latinos de cualquier raza.